# Detektory promieniowania jonizującego
Detektory promieniowania jonizującego – urządzenia do rejestracji promieniowania jonizującego przez przetworzenie pierwotnych skutków oddziaływań promieniowania z materią na sygnały obserwowalne; są stosowane w fizyce wysokich energii i fizyce jądrowej, astrofizyce oraz w diagnostyce medycznej, biologii, energetyce jądrowej, badaniach materiałowych i innych; proste stanowią zasadniczą część dawkomierzy. Do detekcji wykorzystuje się głównie zdolność cząstek do jonizacji atomów ośrodkowych, przez który przechodzą, a także zdolność do wywoływania emisji promieniowania elektromagnetycznego, reakcji chemicznej i jądrowej, wytwarzania nośników prądu elektrycznego. Ośrodkiem czynnym detektorów promieniowania jonizującego bywają zazwyczaj specjalnie dobrane gazy, ciecze bądź ciała stałe. Istnieje wiele typów detektorów promieniowania jonizującego o różnym przeznaczeniu, dostosowanych do detekcji różnych cząstek w różnych zakresach energii.
Liczniki cząstek rejestrują jedynie fakt przejścia cząstek przez ośrodek czynny detektora, detektory śladowe pozwalają na rekonstrukcję torów cząstek na podstawie śladów, np. jonów lub związków chemicznych, pozostawionych w ośrodku detektora (umieszczone w polu magnetycznym umożliwiają — poprzez pomiar krzywizny toru — wyznaczenie znaku ładunku oraz pędu cząstki).
Historycznie pierwszym (przypadkowo) użytym detektorem była płyta fotograficzna, gdyż Becquerel zauważył na płycie fotograficznej skutki promieniowania X. W dalszym ciągu metody oparte na emulsjach światłoczułych znajdują wiele ważnych zastosowań. Zaletą tej metody jest rejestracja sumująca efekty promieniowania przez długi czas oraz tworzenie realnego obrazu, jak np. przy fotografii rentgenowskiej. Mimo wielu zalet emulsja jest wypierana tak w zastosowaniach dozymetrycznych (gdzie są zastępowane przez dozymetry termoluminescencyjne), jak i w medycynie, gdzie  buduje się aparaty rentgenowskie wyposażone w detektory pozycjoczułe (półprzewodnikowe, gazowe np. typu Microgap) pozwalające w znaczący sposób obniżyć dawkę dla pacjenta, nie wymagające obróbki chemicznej oraz ułatwiające zamianę obrazu/danych na postać cyfrową.

## Rodzaje detektorów
Ze względu na szybkość uzyskiwanych informacji rozróżnia się:
- detektory pasywne - zbierające informacje o przejściu wielu cząstek (wymagają dodatkowej obróbki)
- detektory aktywne - w których informacja o przejściu cząstki pojawia się w postaci impulsu elektrycznego natychmiast.

### Detektory pasywne
Do detektorów pasywnych należą:
- emulsje jądrowe;
- klisze rentgenowskie (zmiany wywołane działaniem w nich promieniowania jonizującego uwidaczniają się w postaci wytrąconych kryształów srebra);
- detektory luminescencyjne (promieniowanie pochłonięte w substancji czynnej powoduje przeniesienie elektronów w cząsteczkach do stanu metatrwałego; pod wpływem pewnych czynników, np. ogrzania, elektrony powracają do stanu podstawowego emitując światło o natężeniu proporcjonalnym do pochłoniętej dawki promieniowania);
- detektory dielektryczne (cząstka naładowana powoduje obserwowalne zmiany mechaniczne — uszkodzenia — na powierzchni dielektryka);
- detektory aktywacyjne (pod wpływem promieniowania pewna liczba jąder atomowych substancji czynnej ulega aktywacji — zmienia się w izotopy promieniotwórcze);
- detektory chemiczne (zmiany w składzie chemicznym substancji pod wpływem promieniowania);

Detektory pasywne są stosowane do pomiaru silnego promieniowania i w trudno dostępnych miejscach (wnętrze reaktorów jądrowych, przestrzeń kosmiczna).

### Detektory aktywne
Do detektorów aktywnych zalicza się:

1. detektory gazowe zbudowane ze zbiornika ze specjalnym gazem i elektrod, do których jest podłączone wysokie — różne w różnych detektorach — napięcie; wytworzone pole elektryczne powoduje dryf elektronów, a w konsekwencji powstanie impulsu elektrycznego. Należą do nich:
- licznik Geigera - Müllera;
- komora jonizacyjna, w której między elektrodami (zazwyczaj 2 równoległe płaszczyzny przewodnika) panuje taka różnica potencjałów, że wszystkie jony i elektrony powstały podczas pierwotnej jonizacji wywołanej przejściem cząstki są wychwytywane, a pole elektryczne jest na tyle niskie, że nie występuje jonizacja wtórna (bywa wypełniona cieczą)
- komora proporcjonalna (licznik proporcjonalny) - pole elektryczne w pobliżu anody (drut o średnicy ok. 40 {\displaystyle \mathrm {\mu m} }; katodę stanowi płaszczyzna drutów lub ścianki zbiornika) jest na tyle duże, że w obszarze tym występuje jonizacja lawinowa, co powoduje efekt wzmocnienia gazowego (powstały impuls elektryczny jest proporcjonalny do jonizacji pierwotnej)
- komora wielodrutowa, zazwyczaj komora proporcjonalna - anodę stanowi płaszczyzna drutów, z których każdy działa w zasadzie niezależnie od pozostałych, co pozwala na określenie pozycji przelotu cząstki (zastosowanie odpowiedniej liczby warstw drutów i specjalnych układów elektronowych umożliwia równocześnie trójwymiarowe określenie pozycji przejścia wielu cząstek);
- komora iskrowa - zawierająca 2 grupy elektrod, do których w odpowiednim czasie po przejściu cząstki przykłada się krótkotrwały (ok. 10-7 s) impuls wysokiego napięcia (ok. 10 kV); powoduje on powstanie wyładowań elektrycznych między elektrodami wzdłuż pasma jonów
- komora dryfowa (rodzaj wielodrutowej komory dryfowej, komora z projekcją czasową)

2. detektory półprzewodnikowe - podstawowym elementem jest złącze p-n spolaryzowane w kierunku zaporowym; swobodne nośniki prądu elektrycznego generowane w obszarze czynnym detektora (kryształ półprzewodnika) są zbierane na elektrodach; powstający krótkotrwały (rzędy kilkudziesięciu ns) impuls prądu jest następnie wzmacniany i rejestrowany. Wraz z rozwojem mikroelektroniki pojawiły się nowe rodzaje detektorów półprzewodnikowych o dużej gęstości elektrod
- mikropaskowe detektory krzemowe - służą do precyzyjnego pomiaru punktu trafienia cząstki naładowanej lub kwantu promieniowania rentgenowskiego w powierzchnię płytki detekcyjnej.

3. licznik scyntylacyjny - ośrodkiem czynnym jest scyntylator połączony bezpośrednio lub poprzez światłowód z fotopowielaczem (detektor o najkrótszym czasie detekcji — ok. 5 ns i czasie martwym ok. 10 ns).
4. licznik Czerenkowa - działanie oparte na wykorzystaniu powstałego w ośrodku czynnym promieniowania Czerenkowa; fotony tego promieniowania są ogniskowane, a następnie rejestrowane za pomocą czułych na pojedyncze fotoelektrony detektorów gazowych.
5. detektory promieniowania przejścia - wykorzystanie zjawiska promieniowania wywołanego przejściem cząstki przez granicę ośrodka o różnych stałych dielektrycznych (identyfikacja cząstek o energiach większych od 10 GeV).
6. detektory kalorymetryczne (kalorymetry) - zbudowane zazwyczaj z kilku warstw materiału, w którym rozwija się kaskada cząstek poprzedzielanych warstwami specjalnych detektorów (detektory gazowe, liczniki scyntylacyjne i inne).
7. Grupa pośrednia — detektory śladowe, w których informacja o torze cząstki w postaci śladu utworzonego z kropelek cieczy (komora Wilsona), pęcherzyków gazu (komora pęcherzykowa) lub iskier wyładowania elektrycznego (iskrowego; komora strumieniowa) jest dostępna natychmiast, lecz ze względów praktycznych utworzony obraz toru rejestruje się na błonach fotograficznych lub holograficznych i znacznie później analizuje.

## Dozymetria promieniowania jądrowego
Nauka ta jest związana z badaniem i wyznaczaniem dawek promieniowania, którym zostały poddane organizmy żywe. Urządzenia dozymetrii zwane są dozymetrami, w swojej budowie wykorzystują detektory promieniowania jądrowego. Najczęściej stosowanymi dozymetrami są:
- licznik Geigera – Müllera,
- dozymetr barwnikowy,
- emulsja światłoczuła (emulsje jądrowe),
- dozymetr termoluminescencyjny TLD,
- komora jonizacyjna – głównie do cechowania przyrządów i wyznaczania wzorców jednostek.

Ze względu na łatwość użycia oraz możliwość wielokrotnego wykorzystania dozymetry termoluminescencyjne coraz częściej zastępują emulsje fotograficzne.

### Promieniowanie tła
Ze względu na wszechobecne promieniowanie tła detektory promieniowania często chroni się przed dostępem tych rodzajów promieniowania i o takich energiach, których pomiar przez detektor jest niepożądany. Jedną z metod ochrony jest umieszczanie detektorów w tzw. domkach pomiarowych, np. z ołowiu.

## Podsumowanie
Obecnie podstawową rolę w fizyce wysokich energii i fizyce jądrowej detektory, które pozwalają na szybką (10-7-10-9 s) detekcję cząstek, charakteryzują się krótkim czasem martwym (10-5-10-8 s) i umożliwiają elektronowe przetwarzanie pierwotnego sygnału; takie detektory są zazwyczaj łączone w zespoły (zw. detektorami hybrydowymi) złożone z wielu typów detektorów do detekcji różnorodnych cząsteczek w szerokim obszarze energetycznym (np. ALEPH). Sygnały do współczynników układów detekcyjnych są z reguły analizowane za pomocą odpowiednio oprogramowanych komputerów.